# Gal·licisme
Un gal·licisme, també anomenat francesisme, és un estrangerisme provinent de la llengua francesa. Quan no és acceptat normativament, especialment quan ja existeix un equivalent en la llengua que l'adopta, és considerat un barbarisme. A la Catalunya del Nord la influència del francès és directa, pel fet que la llengua francesa subjuga el català en aquell territori; mentre que a les localitats mallorquines de Sóller i l'Arracó, als parlars mallorquinitzants de la Marina i al parlar dels pieds-noirs valencians, balears i nord-catalans a Algèria de finals del segle xix, hi ha encara deixes lèxiques del francès. Generalment fan referència a l'alimentació (carrota pastanaga, beta-rave o betrava remolatxa), l'administració, la indumentària (jupa gonella, faldilla) i les tasques relacionades amb el camp. D'altres d'aquests són: arramassar (collir d'en terra), bullota, cornixó (cogombret), pantufles (plantofes), peixa (pesca), retreta (retirada), vatura/vu(a)tura (automòbil), memé/pepé (iaio, iaia), picura (picad(ur)a), mala (bagul). Els casos de Mallorca i dels pied-noirs valencians estan ben estudiats.

## Gal·licismes en la llengua catalana

### Normatius
- amateur
- argot
- avantguarda
- ballet
- beix
- boutique
- bricolatge
- brioix
- bulevard
- cabaret
- capó
- carnet
- collage
- complot
- crep o crêpe
- croissant
- debut
- dossier
- entrecot
- foie gras
- fondue
- gofra
- gurmet
- maître
- menú
- mousse
- naïf
- ordinador
- paté
- peluix
- rol
- suflé
- suite
- tupè
- vals
- xalet
- xampany
- xef
- xofer
- xovinisme

### Barbarismes
- frapar
- guixeta
- votura

### Expressions i mots no acceptats
- boîte
- bouquet
- collage
- déjà vu
- eau de toilette
- garçon
- laissez-faire
- magret
- matinée
- ménage à trois
- première
- revue
- savoir-faire
- soirée
- tour
- vedette
- vis-à-vis